# Orde van het Koninklijk Huis
De Meest Nobele Orde van het Koninklijk Huis of "Darjah Yang Amat Dihormati Setia Diraja" is een huisorde van de gekozen Maleisische koningen. Tuanku Syed Putra van Perlis heeft de orde op 3 september 1965 ingesteld.

De orde is een pure huisorde.Zonder tussenkomst van de regering verleent de Seri Paduka Baginda Yang di-Pertuan Agong deze ridderorde aan personen aan zijn hof en in zijn huishouding. Een voortreffelijke staat van dienst en onverdeelde loyaliteit zijn, zo heet het in de statuten, voorwaarde voor toekenning,
De orde heeft vier graden
- Panglima Setia Diraja of Ridder. De 200 ridders dragen de titel "Datuk" en mogen de letters P.S.D achter hun naam plaatsen.

- Johan Setia Diraja of Companion Deze graad wordt ook voor toewijding aan de koningin, de  Seri Paduka Baginda Raja Permaisuri Agong verleend.De Companions mogen de letters J.S.D. achter hun naam dragen.

- Kesatria Setia Diraja of Officier. Deze voor een vlekkeloze staat van dienst verleende onderscheiding geeft het recht de letters K.S.D achter de naam te dragen. Op het lint van het ereteken is een gesp in de vorm van een gouden kris binnen een cirkel vastgezet.

- Bentara Setia Diraja of Heraut. Dit is de enige ridderorde die de graad van heraut kent al zijn er ridderorden die een of meer herauten als officieren in dienst hebben of hadden. De Heraut draagt een zilveren medaille met het wapen van de koning op de linkerborst.

De twee hoogste rangen verlenen adeldom en de titel "Datuk"
De versierselen
Het kleinood is een zespuntige zilveren ster met daarop een zespuntige rode ster. In het goudkleurige medaillon is het rijkswapen afgebeeld.De ring daaromheen is wit. De op de borst gedragen vijfpuntige ster is ook van zilver en draagt een zespuntige rode ster.
Het lint is geel met een rood-wit-rode middenstreep en groene biezen.
Anders dan de andere grote Maleisische ridderorden heeft deze orde geen keten.
- Zie ook: De Lijst van Ridderorden in Maleisië